# Кожакина, Галина Ивановна
Галина Ивановна Кожакина (6 апреля 1925, Ленино, Московская губерния — 21 июля 2020, Москва) — советская и российская актриса; заслуженная артистка РСФСР (1970), лауреат Сталинской премии III степени (1951).

## Биография
Родилась в подмосковном дачном посёлке Ленино (Царицыно), в скромной рабочей семье. Отец, инженер по образованию, работал железнодорожником. Мать была домохозяйкой, воспитывала двоих дочерей, из которых Галя была старшей. В школе Галина училась хорошо, увлекалась литературой и драматургией. У неё был замечательный педагог по физике, страстный театрал. Например, чтобы попасть в МХАТ на знаменитые «Дни Турбиных», он ехал на ночь в кассу театра, чтобы занять очередь за билетами. Свою безумную любовь к театру он привил и своим ученикам, организовав в школе драмкружок. В основном, ставили классику — «Ревизор», «Горе от ума» и другие пьесы. В результате из школы, где училась Галя, вышло тридцать восемь артистов. Среди них оказалась и Галина Кожакина.
После школы Галина поступила в ГИТИС, который с отличием закончила в 1947 году. После этого она начала работать в Театре Сатиры. Именно там к ней пришла настоящая известность. Это произошло после премьеры фильма Татьяны Лукашевич «Свадьба с приданым», который был поставлен на основе спектакля в постановке Бориса Равенских. За роль Любы Бубенчиковой в 1951 году Галина Ивановна получила Сталинскую премию III степени.
С 1955 по 2011 год — актриса ЦАТСА.

## Творчество

### Фильмография
- 1948 — Драгоценные зёрна — Антонина Уварова, ответственный редактор выездной газеты
- 1953 — Свадьба с приданым — Любовь Андреевна Бубенчикова, колхозница из колхоза «Заря»
- 1959 — Неотправленное письмо — Вера

### Роли в театре
- 1959 — «Любка-Любовь» З. Дановской — Клава
- 1959 — «Барабанщица» А. Д. Салынского — Эдик
- 1978 — «Орфей спускается в ад» Т. Уильямса — Ева Темпл
- 1982 — «Молва» А. Д. Салынского — Агафья Юрьевна
- 1988 — «Мандат» Н. Эрдмана, режиссёр А. В. Бурдонский — Фелицата Герасимовна
- 1997 — «Сердце не камень» А. Н. Островского — Огуревна

### Озвучивание
- 1957 — Снежная королева — маленькая разбойница

## Награды и звания
- Сталинская премия III степени (1951).
- Заслуженная артистка РСФСР (1970).